# Griller String Quartet
Het Griller Quartet was een strijkkwartet dat in de jaren 1930 tot de beste Britse ensembles behoorde. Ze speelden onder andere voor de wereldleiders op de Conferentie van Potsdam in 1945. Na de Tweede Wereldoorlog raakten ze bevriend met de componist Ernest Bloch en werden diens favoriete uitvoerders. Het kwartet bleef actief tot het begin van de jaren 1960.

## Geschiedenis
Het Griller Quartet werd in de jaren 1920 aan de Royal Academy of Music gevormd en opgeleid door de violist Lionel Tertis. Tertis koos de toen zestienjarige violist Sidney Griller, de achttienjarige violist Jack O’Brien, de twintigjarige altviolist Philip Burton en de zestienjarige cellist Colin Hampton. Het kwartet debuteerde in 1928 in Londen. Toen ze in 1929 afstudeerden werden ze het eerste professionele kwartet van de Royal Academy of Music. Ze werden verder opgeleid door de cellist Arthur Williams.
Het Griller Quartet woonde aanvankelijk in twee oude treinwagons aan de Engelse zuidkust, waar ze twaalf tot veertien uur per dag repeteerden. Later vonden ze een huis in Londen. Ze werkten zich op tot het Britse topensemble van de jaren 1930. Het kwartet maakte in 1937 kennis met de componist Ernest Bloch, naar aanleiding van het inauguraal concert van de Bloch Society, waar hen gevraagd werd om Blochs eerste strijkkwartet te spelen. In januari 1939 maakten ze hun Amerikaans debuut in New York. Tijdens Wereldoorlog II speelden ze verder in RAF-uniformen en in 1945 speelden ze voor de wereldleiders op de Conferentie van Potsdam.
In 1949 verhuisden ze naar de Universiteit van Californië te Berkeley. Ze versterkten hun band met Ernest Bloch, die ook naar de Verenigde Staten verhuisd was, en werden diens vrienden en favoriete uitvoerders. Bloch had ook toezicht op hun opnames van zijn strijkkwartetten voor Decca Records. De componist droeg in 1952 zijn derde strijkkwartet aan hen op. Het kwartet speelde de première van dit werk in januari 1953 in New York. Ze speelden ook de premières van het vierde en het vijfde strijkkwartet. In juni en juli 1954 namen ze in Londen Blochs eerste vier strijkkwartet op voor Decca Records.
In 1960 verlieten de violisten Jack O’Brien en Philip Burton de groep. Het kwartet probeerde met verschillende vervangers verder te spelen maar viel in 1963 definitief uiteen.